# Cephalopholis polleni
Cephalopholis polleni е вид бодлоперка от семейство Serranidae. Видът не е застрашен от изчезване.

## Разпространение и местообитание
Разпространен е в Британска индоокеанска територия, Индонезия, Кирибати, Кокосови острови, Коморски острови, Мавриций, Майот, Малайзия, Малдиви, Маршалови острови, Микронезия, Остров Рождество, Палау, Папуа Нова Гвинея, Реюнион, Северни Мариански острови, Соломонови острови, Филипини, Френска Полинезия и Япония.
Обитава крайбрежията на океани, морета и рифове. Среща се на дълбочина от 10 до 120 m, при температура на водата от 26,1 до 28,8 °C и соленост 34,6 ‰.

## Описание
На дължина достигат до 43 cm.